# Snooker Shoot Out
El Snooker Shoot-Out és un torneig professional de snooker, considerat de ranking des de 2017, que es juga amb una variació de les regles estàndards.

## Història
Un torneig similar a l'actual Shoot-Out es va celebrar en el setembre de 1990. Va caure a l'oblit i no es va recuperar fins a l'any 2011, amb diverses innovacions, i rebatejat a Snooker Shoot-Out.
De 2011 a 2015 el torneig es va cvelebrar al Circus Arena de Blackpool., amb diversos patrocinadors diferents cada any. L'any 2016 es va celebrar al Hexagon de Reading dins Llegint per 2016. Des de 2017 se celebra al Colosseum en Watford, any des del qual és obert a tots els 128 jugadors professionals de snooker.

## Format
Les regles, fixades per l'Associació Professional Mundial de Billar i Snooker, difereixen de les regles tradicionals del snooker en alguns punts:
- Els partits són a un frame únic, que dura 10 minuts.
- Hi ha un rellotge de tir. Pels primers 5 minuts del partit, els jugadors tenen 15 segons per jugar, que en els últims 5 minuts es redueixen a 10.[14] El fet de no jugar dins el temps penalitza en 5 punts o més si el valor de bola objectiu és superior. Abans de 2018 sempre eren 5 punts.[15]
- Des de 2013, els jugadors han de colpejar una banda amb qualsevol bola o embocar una bola objectiu en cada jugada. El no compliment d'aquesta norma penalitza penalitza en 5 punts o més si el valor de bola objectiu és superior. Abans de 2018 sempre eren 5 punts.[15]
- Totes les faltes impliquen que el rival tingui bola en mà en el lloc que vulgui de la taula de joc.
- Es decideix mitjançant lag qui comença la partida. Els jugadors impulsen dues boles simultàniament des de darrere de la línia de cabanya, fent-la rebotar a la banda curta superior per retornar de nou al cap de la taula. Guanya la bola que s'aturi més a prop de la banda inferior. Es perd si la bola toca les bandes llargues o alguna tronera. Si les dues boles es toquen, es repeteix.
- En cas d'empat, el guanyador es determina per un shoot-out de la bola blava. Aquesta es col·loca en el seu punt, mentre que la bola blanca es pot col·locar on es vulgui de la D. La bola blava s'ha d'embocar directament, sense rebots. El guanyador del lag decideix qui comença i es van alternant els tirs fins que un dels dos emboca i l'altre falla.